# 肖文德
肖文德，华东理工大学教授，上海交通大学教授。研究领域为化工与能源、环境和材料的交叉领域。中华人民共和国教育部第二批“长江学者”特聘教授。2000年，获得国务院特殊津贴。1981年-1991年，就读于华东理工大学，先后获得煤化工学士学位，化学工程硕士、博士学位；2001年-2009年，在华东理工大学化工学院工作，1997年晋升教授，博导；2009至今，任上海交通大学化学化工学院化工系，教授，博导。